# Sara Koppel
Sara Koppel (født 1970) er en af de sidste animatorer i Danmark, der stadig tegner på papir. Hun er datter af Ulla og Anders Koppel. Storesøster til Benjamin Koppel og Marie Carmen Koppel.
Sara har siden hun var 14 år været fuldtidstegner og startede på tegnedrengene og Swan Film på Valhalla i 1984. Sara er autodidakt, og har været en del af bz-bevægelsen i København.
Siden da har hun arbejdet på alle større animationsfilm i 80'erne og 90'erne med Jannik Hastrup og A. Film. Hun har siden 2002 haft sit eget atelier, Koppel Animation, som er et animationsstudie i København. Sara Koppel har 25 års erfaring i feature- og korte film, reklamer, storyboard og design karakter, og er med sin kortfilm "Naked Love - Ea´s Garden" en pioner inden for erotiske animationsfilm. 